# 이눈솔
이눈솔(1992년 2월 29일 ~ )은 대한민국의 2012년 미스코리아 전북 진(眞)이다.

## 프로필
- 출생: 1992년 2월 29일
- 신체: 177.2cm, 55kg, 34-24-35
- 학력: 전북대학교 경영학과
- 수상: 2012년 미스코리아 전북 진(眞)
- 취미: 사진촬영, 여행
- 특기: 요가, 라인댄스